# Битва під Вальмі
Вальмі́ (фр. Valmy) — село у Франції, у регіоні Шампань-Арденни на сході Франції, поблизу якого 20 вересня 1792 року сталась перша битва між армією революційної Франції та військами контрреволюційної антифранцузької коаліції. Французи здобули невелику локальну перемогу, яка проте стала великою моральною перемогою для Революції в цілому.

## Передісторія
З початком Великої Французької революції за кордони потягнулися емігранти, і їх потік збільшився після прийняття першої французької конституції. З країни їхали дворяни. За кордоном, на території сусідніх німецьких князівств (головним чином у Кобленці та Майнці), вони створювали військові табори, збуджували проти революції іноземні держави, сподіваючись в першу чергу отримати допомогу від Австрії, на престолі якої знаходився брат французької королеви Марії Антуанетти.
До літа 1791 сусідні держави, зайняті своїми власними проблемами, практично не реагували на події у Франції. Але коли там заговорили про республіку, а до суміжних країн тисячами почало прибувати вище французьке дворянство, що воно тікало від революції, європейські монархи проявили стурбованість французькими справами і долею Людовика XVI. 27 серпня 1791 року австрійський імператор Леопольд II і прусський король Фрідріх Вільгельм II підписали декларацію про спільну допомогу французькому монарху, а 7 лютого 1792 уклали договір про союз проти революційної Франції. Головним завданням свого союзу вони бачили застосовування сили, аби запобігти поширенню всього того, що загрожує монархії у Франції та безпеці всіх європейських держав.

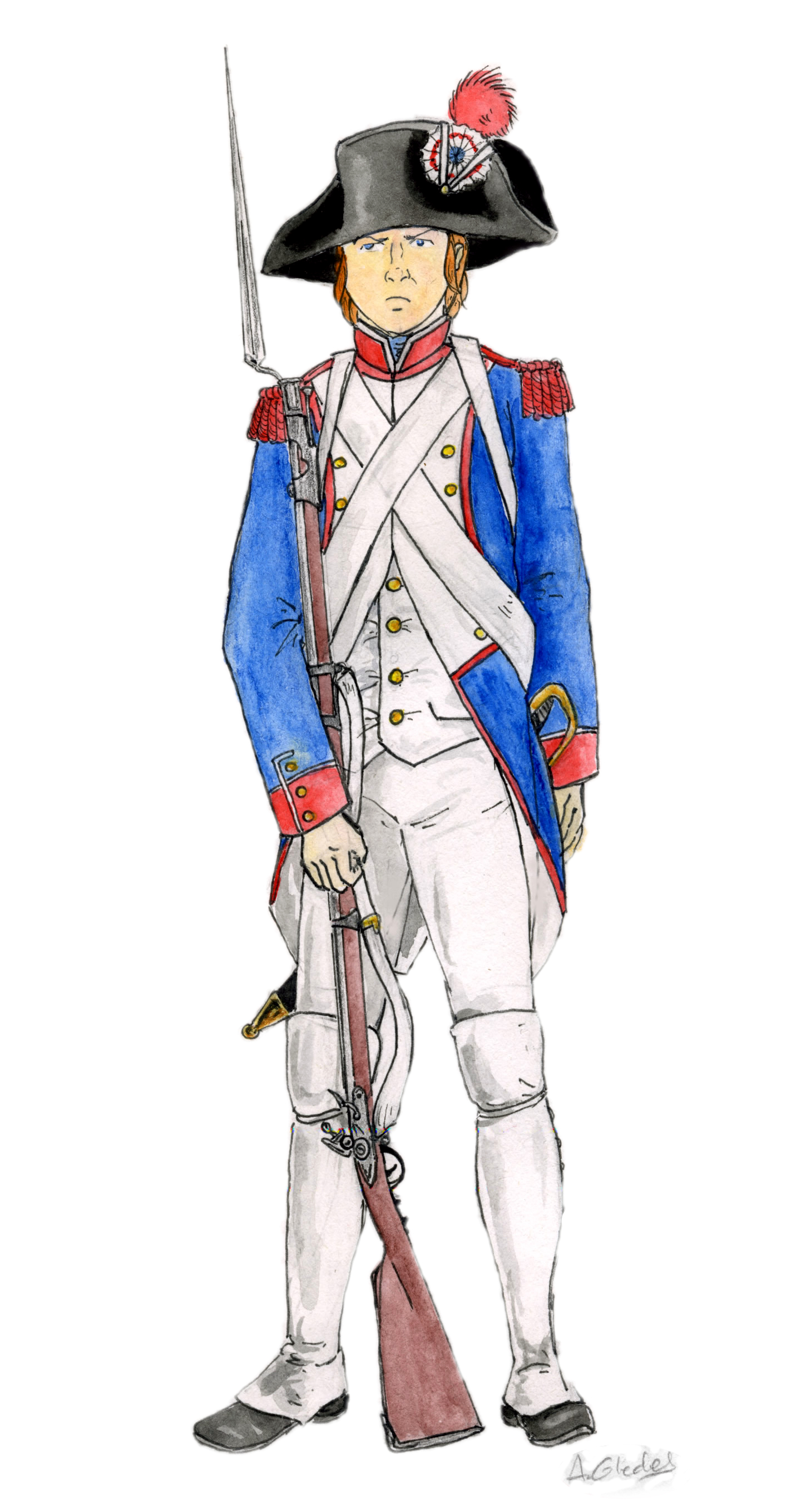
Гренадер (солдат лінійної піхоти) французької революційної армії

Навесні 1792 року над Францією нависла загроза контрреволюційної інтервенції. До її північно-східних кордонів сунули австрійські війська, серед яких було близько 8.000 емігрантів. Випереджаючи напад, 20 квітня Установчі збори, після звернення до потенційних супротивників з вимогою відмовитися від планів інтервенції і відвести війська, примусили короля оголосити війну Австрії. На це Австрія та її союзниця Пруссія відповіли оголошенням війни. Їх армії вдерлися до Франції та зайняли кілька фортець.
Невдалий початок війни, небезпека, що загрожувала революції, змусили Установчі збори у липні 1792 звернутися до народу із закликом: «Вітчизна в небезпеці!» У Париж з усіх департаментів стали збиратися тисячі озброєних добровольців (волонтерів). Саме тоді була створена і стала дуже популярною пісня марсельського батальйону національних гвардійців — «Марсельєза».
Наступ іноземних армій і контрреволюційних емігрантів спровокував нові революційні акції паризького населення та прискорив падіння монархії. 10 серпня 1792 року величезний натовп оточив Тюїльрійский палац, виламав ворота й увірвалася на двір. Після запеклої перестрілки народ штурмом захопив палац. Людовик XVI сховався в залі Установчих зборів, які тієї ж ночі під тиском народу постановили, що король позбавляється влади і направляється під варту разом зі своєю родиною до замку Тампль.
Тим часом свій марш на Париж продовжували австро-прусські війська під командуванням герцога Карла-Вільгельма Брауншвейгського. 2 вересня в столицю прийшла звістка про падіння Вердена. Під впливом повідомлень про поразки на кордонах по всій Франції прокотилася хвиля терору, відома як «вереснева різанина», спрямована проти всіх підозрюваних у контрреволюції, а також проти родичів і друзів емігрантів.

## Кампанія у Шампані
У першій половині серпня 1792 пруссько-австрійська армія переправилась на поромах через Рейн біля Кобленца, підійшла до Тріра і з'єдналася тут із корпусом емігрантів, на чолі з обома братами Людовика XVI — графом Прованським і графом д'Артуа. Продовжуючи похід на Париж, до якого вони сподівалися пройти через провінції Лотарингія і Шампань, війська коаліції, що складались тепер з трьох армій загальною чисельністю близько 80.000 чол., перетнули французький кордон і 23 серпня захопили фортецю Лонгві, а 2 вересня — Верден. Шлях на Париж був практично відкритий. Емігранти-роялісти пророкували головнокомандувачу герцогу Брауншвейгському швидку та легку перемогу.
Франція не була готова до війни. Ядро її армії, яка налічувала менше 150.000 чол., як і раніше складали королівські війська, сформовані в основному з найманців-професіоналів. Їхній моральний дух був низьким; офіцери-дворяни не збиралися воювати за революційну Францію. Поповнили армію батальйони добровольців, які не мали бойового досвіду та не встигли пройти необхідну підготовку, проте були сповнені патріотизму та готовності віддати за революцію життя.
Французьке командування наказало двом арміям — Мозельській (командувач — генерал Шарль Франсуа Дюмур'є), чия головна квартира стояла в Седані, та Рейнській (командувач — генерал Франсуа Крістоф Келлерман), що розташувалась в районі Мецу — йти назустріч одна одній, з'єднатися й перегородити дорогу противнику. 19 вересня армії Дюмур'є та Келлермана загальною чисельністю близько 47.000 чол. після низки маневрів з'єднались в Арденському дефіле неподалік села Вальмі. Обидві складались з погано навчених добровольців і деморалізованих лінійних полків старої королівської армії. Тому Дюмур'є, який очолив об'єднані сили, в першу чергу розраховував не на піхоту, а на артилерію, яка мала 40 гармат і якою командували патріотично налаштовані офіцери. У ніч на 20 вересня до Вальмі підійшли основні сили армії герцога Брауншвейгського (переважно пруссаки) чисельністю близько 35.000 чол.

## Битва
Вранці у непроглядному тумані інтервенти почали обстріл французьких військ, розташованих на панівних висотах. Приблизно об 11 годині ранку, коли туман розвіявся. прусська піхота, під прикриттям артилерії, пішла в атаку. Але стійкість революційних солдат, а також несподівано масований і точний артилерійський вогонь у відповідь спричинили неочікувані втрати серед прусської піхоти, що наступала щільними порядками. Командування союзною армії було спантеличене діями вояків, що вони, як воно гадало, мали б розбігтися при появі бравих австрійських і прусських гренадерів. Атака захлинулась, і весь подальший бій звівся до артилерійської дуелі, яка тривала до вечора.
Під кінець бою обидві армії залишились на вихідних позиціях. У цьому зіткненні з обох сторін безпосередньо взяли участь менше половини наявних сил. Справжнього бою, по суті, так і не відбулося. Велась лише артилерійська перестрілка. Загальні втрати сторін становили близько 500 людей — 300 французів і 200 пруссаків.

## Наслідки
Герцог Брауншвейгський, який, як йому обіцяли емігранти, чекав на зустріч з неорганізованим натовпом погано озброєних ополченців, простояв на полі бою без діяльності 10 днів. Зіткнувшись із затятим опором, він не наважився розпочинати новий наступ. Нарешті, 30 вересня 1792 пруссько-австрійські війська, що почали відчувати брак припасів і страждати від хвороб, отримали наказ відступати і почали відходити до Рейну. 5 жовтня армія герцога Брауншвейгського перетнула річку й залишила територію Франції. За кілька днів французи почали переслідування і невдовзі захопили Майнц і Мец.
Оборона у Вальмі стала першою перемогою, що її здобула французька революційна армія над військами коаліції монархічної Європи. Ця перемога була важливою передусім своїм моральним ефектом. Вона викликала величезний підйом ентузіазму як в армії, так і серед революційно налаштованого цивільного населення, додала їм впевненості у своїх силах і в здатності відстояти завоювання революції. Французька армія після Вальмі перейшла в наступ відразу на декількох фронтах і незабаром вела бойові дії вже за межами країни.
У день битви під Вальмі в Парижі відкрився і розпочав роботу Національний конвент, що змінив Установчі збори. 22 вересня 1792 Конвент проголосив Францію республікою.
Свідком бою під Вальмі був 43-річний Йоганн Вольфганг фон Ґете, який супроводжував у тому поході герцога Саксен-Веймар-Айзенаського. Пізніше у доповіді про Французьку кампанію німецький поет напише, що у день «канонади під Вальмі» він заявив одному офіцеру:
«Тут і тепер народилась нова епоха всесвітньої історії, і ви можете сказати, що ви були присутні при її народженні.»